# Rhône (Schiff)
Die Rhône ist ein 1927 von den Gebrüdern Sulzer in Winterthur erbauter Schaufelraddampfer auf dem Genfersee. Das Schiff besitzt eine hydraulisch gesteuerte Dampfmaschine mit automatischer Druckschmierung. Mit einer Länge von 68 Metern und einer Breite von 14,3 Metern hat es aktuell ein Fassungsvermögen von 850 Personen. Das Schiff, das nach dem Fluss Rhone benannt ist, wurde in den Jahren 1959 und 1960 von einer Kesselfeuerung mit Kohle auf Ölfeuerung umgestellt. Es wurde letztmals in den Jahren 1968 und 1969 umfassend überholt.
Es ist das dritte Schiff auf dem Genfersee, das den Namen Rhône trägt.
Der Dampfer ist einer der acht Schaufelraddampfer der Compagnie Générale de Navigation sur le Lac Léman (CGN), die im Jahre 2014 den Europa-Nostra-Preis der Europäischen Union für das Kulturerbe Europas für die exemplarische Erhaltung der Belle-Époque-Dampferflotte erhalten hat. Diese acht Raddampfer prägen nach wie vor die Personenschifffahrt auf dem gesamten Genfersee massgeblich.

## Fussnoten
1. ↑  Broschüre der Associatioin des Amis des Bateaux à Vapeur du Léman (ABVL), Ausgabe 2015, Seite der M/S Italie
2. ↑  ge.ch, französischsprachiges Handelsregister des Kanton Genf, Schreibweise Compagnie Générale de Navigation sur le Lac Léman beim Eintrag von Michel Jeannet (Schiffsrestauration) Abgerufen am 29. November 2016
3. ↑  www.abvl.ch, Communiqué de Press, Europa Nostra, Palmarès 2014 du Prix du patrimoine culturel de l’UE Abgerufen am 16. November 2016
4. ↑  www.rts.ch, Radio Télévision Suisse (RTS), Les bateaux Belle Époque de la CGN sont classés, vom 17. Juni 2011 Abgerufen am 16. November 2016